# Cumbre de Bucarest de 2008

Mapa con los países de la OTAN. Uno de los principales temas de discusión de la cumbre en cuanto a la expansión de la Organización.

La Cumbre de Bucarest de 2008 fue la 20.ª Cumbre de la OTAN, una de las cumbres de la Organización del Tratado del Atlántico Norte, siendo organizada en Bucarest, en Rumanía, entre los días 2 y 4 de abril de 2008. Entre otras decisiones, Croacia y Albania fueron invitados a adherirse a la Alianza. La República de Macedonia no fue invitada debido a una serie de diferencias con Grecia. Georgia y Ucrania esperaban adherirse a la OTAN, pero los miembros de la misma decidieron atrasar su petición hasta diciembre de 2008.

## Guion de la cumbre
Programa de la cumbre:
- Capacidades de la OTAN.
- Tensiones en la relación OTAN-Rusia.
- Seguridad.
- Asociación UE-OTAN.
- Seguridad energética.
- Estabilidad de los Balcanes.
- Misión en Afganistán.
- Expansión de la OTAN (inclusión de nuevos estados).
- Plan de acción para acceder a la OTAN.

## Veto a la República de Macedonia
Grecia había amenazado en numerosas ocasiones con vetar la adhesión de la República de Macedonia a la OTAN, debido a la larga disputa en cuanto al nombre del país. Atenas argumenta que el uso de la denominación "Macedonia" implica reivindicaciones territoriales sobre la región adyacente de Macedonia, perteneciente a Grecia. Esto levantó una serie de protestas en las calles de Skopje, pocos días antes de la cumbre de Bucarest, por diversas organizaciones donde la bandera de Grecia aparecía con una esvástica, lo que llevó a vigorosas protestas y condenas, incluida la del gobierno de la república ex-yugoslava. La OTAN argumentó que la República de Macedonia podría iniciar sus negociaciones de adhesión una vez limadas sus diferencias con Grecia.

## Relaciones OTAN-Rusia
El Presidente de Rusia, Vladímir Putin, fue invitado a participar en la cumbre, llegando el segundo día (el 3 de abril) para participar en las conversaciones bilaterales entre la OTAN y Rusia. Se opuso a los planes de la Unión Europea de implantar defensas antimisiles en Polonia y la República Checa y a una posible adhesión a la Organización de Georgia y Ucrania.